# Emric Öhman

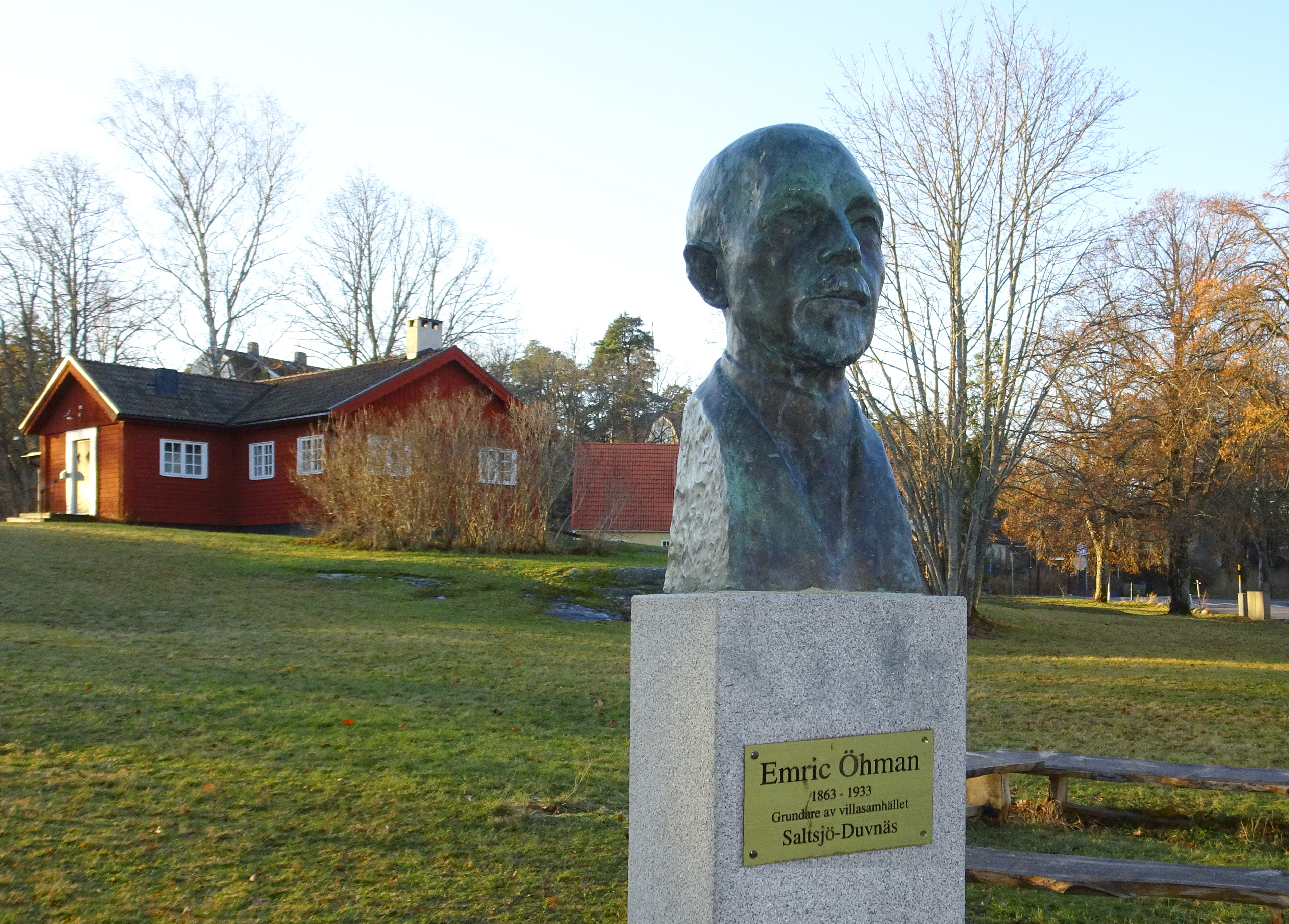
Emric Öhmans byst i Ringparken i Saltsjö-Duvnäs.

Emric Öhman, född 11 september 1863 i Stockholm, död 29 juli 1933 i Oscars församling i Stockholm, var en svensk bankir och köpman som grundade Öhmangruppen.  Emric Öhman var den som 1907 undertecknade ett markköpeavtal mellan Dufnäs Övre Gård och det nybildade AB Saltsjö-Dufnäs villatomter som bildare grunden till dagens villasamhälle i Saltsjö-Duvnäs i Nacka.
Öhman var även ständig sekreterare för Stockholms köpmansklubb. Han var bror till författaren och konstnären Fia Öhman, de är begravda på Norra begravningsplatsen utanför Stockholm.